# Sheila Gaff
Sheila Gaff (Bad Hersfeld, 29 de diciembre de 1989) es una artista marcial mixta alemana que ha competido en la división de peso gallo del Ultimate Fighting Championship, siendo libertada en agosto de 2013. Desde mayo de 2015 está bajo contrato con XFC. Es conocida por su estilo de lucha berserker, que ha hecho que la mayoría de sus victorias lleguen por (T)KO en los dos primeros minutos. Gaff también ha trabajado mucho en su lucha en el suelo, lo que le ha llevado a participar con éxito en torneos de grappling. También es conocida por ser la primera mujer liberada por la UFC.

## Carrera de artes marciales mixtas
Gaff debutó en MMA el 2 de septiembre de 2006. Ganó seis de sus primeros ocho combates en los tres años siguientes.
El 27 de marzo de 2010, Gaff compitió en un torneo de una noche en Upcoming Glory 7. Derrotó a Lena Buytendijk en la primera ronda y perdió contra Romy Ruyssen más tarde en la noche.
Gaff se enfrentó a Cindy Dandois dos meses después en M-1 Selection 2010: Western Europe Round 3. Fue descalificada después de aterrizar una rodilla ilegal a principios de la tercera ronda.
El 26 de febrero de 2011, Gaff bajó a 125 libras para enfrentarse a Hanna Sillen en The Zone FC 8: Inferno. Ella derrotó a Sillen por nocaut en ocho segundos.

### Cage Warriors
Gaff hizo su debut en Cage Warriors cuando se enfrentó a la irlandesa Aisling Daly en Cage Warriors Fighting Championship 41 el 24 de abril de 2011 en Londres. Derrotó a Daly por TKO en el primer asalto.
Gaff estaba entonces programada para enfrentarse a Angela Hayes en Cage Warriors: Fight Night 2, pero tuvo que retirarse por enfermedad y fue sustituida por Aisling Daly.
A continuación, Gaff se enfrentó a Jennifer Maia en Cage Warriors: Fight Night 4 como parte de un torneo de cuatro mujeres del peso mosca para coronar a la campeona inaugural del peso mosca femenino de Cage Warriors. Derrotó a Maia por nocaut en diez segundos. Gaff comenzó el combate con un golpe de ventosa en lugar de tocar los guantes.
Gaff tenía previsto enfrentarse a Rosi Sexton en la final del torneo en el Cage Warriors Fighting Championship 49 el 27 de octubre de 2012 en Cardiff. En las semanas previas al combate previsto se realizaron pruebas antidopaje voluntarias de la Asociación Antidopaje (VADA). Sin embargo, el combate se canceló el 19 de octubre cuando Gaff se retiró por enfermedad.

### Ultimate Fighting Championship
El 1 de marzo de 2013, el sitio web alemán groundandpound.de informó que Gaff había firmado un contrato de 4 peleas con la UFC para unirse a la división de peso gallo femenino de la UFC. Se enfrentó a Sara McMann en el UFC 159 el 27 de abril. Gaff perdió la pelea por TKO en la primera ronda.
En su segunda pelea con la promoción, Gaff se enfrentó a Amanda Nunes en el UFC 163 el 3 de agosto de 2013. Perdió la pelea por TKO en el primer asalto. El 12 de agosto de 2013 la revista alemana de MMA GroundandPound informó de su liberación de la UFC. También fue la primera mujer liberada por la UFC.

### XFC
El 14 de abril de 2015 Gaff firmó un contrato de 6 peleas con XFC. Ella se une a la división de peso paja de la organización. Gaff debutó en XFCi 11 en São Paulo (Brasil) el 19 de septiembre de 2015 contra Antonia Silvaneide. Ganó el combate por sumisión en el primer asalto.

### KSW
Tras el cierre de operaciones de XFC por tiempo indeterminado, Gaff firmó un contrato de 1 pelea con la organización polaca KSW. Se enfrentó a la promesa brasileña Ariane Lipski en su debut en KSW 36. Perdió por nocaut en el primer asalto.

## Récord en artes marciales mixtas
| Resultado | Récord | Oponente           | Método                             | Evento                                     | Fecha                    | Ronda | Tiempo | Localización   |
| --------- | ------ | ------------------ | ---------------------------------- | ------------------------------------------ | ------------------------ | ----- | ------ | -------------- |
| Victoria  | 10–7   | Milena Bojić       | TKO (golpes)                       | Dynasty Fighting Championship              | 23 de febrero de 2019    | 1     | 0:07   | Frankfurt      |
| Derrota   | 9–7    | Ariane Lipski      | KO (golpes)                        | KSW 36                                     | 1 de octubre de 2016     | 1     | 2:09   | Zielona Góra   |
| Victoria  | 9–6    | Antonia Silvaneide | Sumisión (armbar)                  | XFCi 11                                    | 19 de septiembre de 2015 | 1     | 4:46   | São Paulo      |
| Derrota   | 8–6    | Amanda Nunes       | TKO (golpes)                       | UFC 163                                    | 3 de agosto de 2013      | 1     | 2:08   | Río de Janeiro |
| Derrota   | 8–5    | Sara McMann        | TKO (golpes)                       | UFC 159                                    | 27 de abril de 2013      | 1     | 4:06   | Newark         |
| Victoria  | 8–4    | Jennifer Maia      | KO (golpe)                         | Cage Warriors Fight Night 4                | 16 de marzo de 2012      | 1     | 0:10   | Dubái          |
| Victoria  | 7–4    | Aisling Daly       | TKO (golpes y rodillazos)          | Cage Warriors 41                           | 24 de abril de 2011      | 1     | 1:34   | Londres        |
| Victoria  | 6–4    | Hanna Sillen       | KO (golpes)                        | The Zone FC 8: Inferno                     | 26 de febrero de 2011    | 1     | 0:08   | Gotemburgo     |
| Derrota   | 5–4    | Milana Dudieva     | Decisión (unánime)                 | ProFC 22                                   | 17 de diciembre de 2010  | 3     | 5:00   | Rostov del Don |
| Derrota   | 5–3    | Cindy Dandois      | DQ (rodillazo ilegal en la cabeza) | M-1 Selection 2010: Western Europe Round 3 | 29 de mayo de 2010       | 3     | 0:10   | Helsinki       |
| Derrota   | 5–2    | Romy Ruyssen       | Sumisión (armbar)                  | Upcoming Glory 7                           | 27 de marzo de 2010      | 1     | 1:08   | Deventer       |
| Victoria  | 5–1    | Lena Buytendijk    | Sumisión (armbar)                  | Upcoming Glory 7                           | 27 de marzo de 2010      | 1     | 4:30   | Deventer       |
| Victoria  | 4–1    | Alexandra Buch     | Sumisión (heel hook)               | MMA Berlin: Tournament 16                  | 26 de septiembre de 2009 | 1     | 1:59   | Berlín         |
| Victoria  | 3–1    | Dalia Grakulskyte  | Sumisión (rear-naked choke)        | Night of Pain 2nd                          | 12 de septiembre de 2009 | 1     | 1:26   | Darmstadt      |
| Victoria  | 2–1    | Tania Loureiro     | TKO (puñetazos)                    | Hamburger Kafig - First Strike             | 9 de diciembre de 2008   | 1     | 0:30   | Hamburgo       |
| Victoria  | 1–1    | Lydia Myska        | Sumisión (armbar)                  | FCA: Fight Club Plauen                     | 10 de mayo de 2008       | 1     | 0:30   | Plauen         |
| Derrota   | 0–1    | Majanka Lathouwers | Sumisión (rear-naked choke)        | UFR: Mix Fight Gala                        | 23 de septiembre de 2006 | 1     | NA     | Neuwied        |

## Enlaces personales
- Sitio web oficial
- Sheila Gaff en Facebook
- Sheila Gaff en X (antes Twitter)
- Esta obra contiene una traducción  derivada de «Sheila Gaff» de Wikipedia en inglés, publicada por sus editores bajo la Licencia de documentación libre de GNU y la Licencia Creative Commons Atribución-CompartirIgual 4.0 Internacional.

- Datos: Q7493052